# Statuta Judaeorum

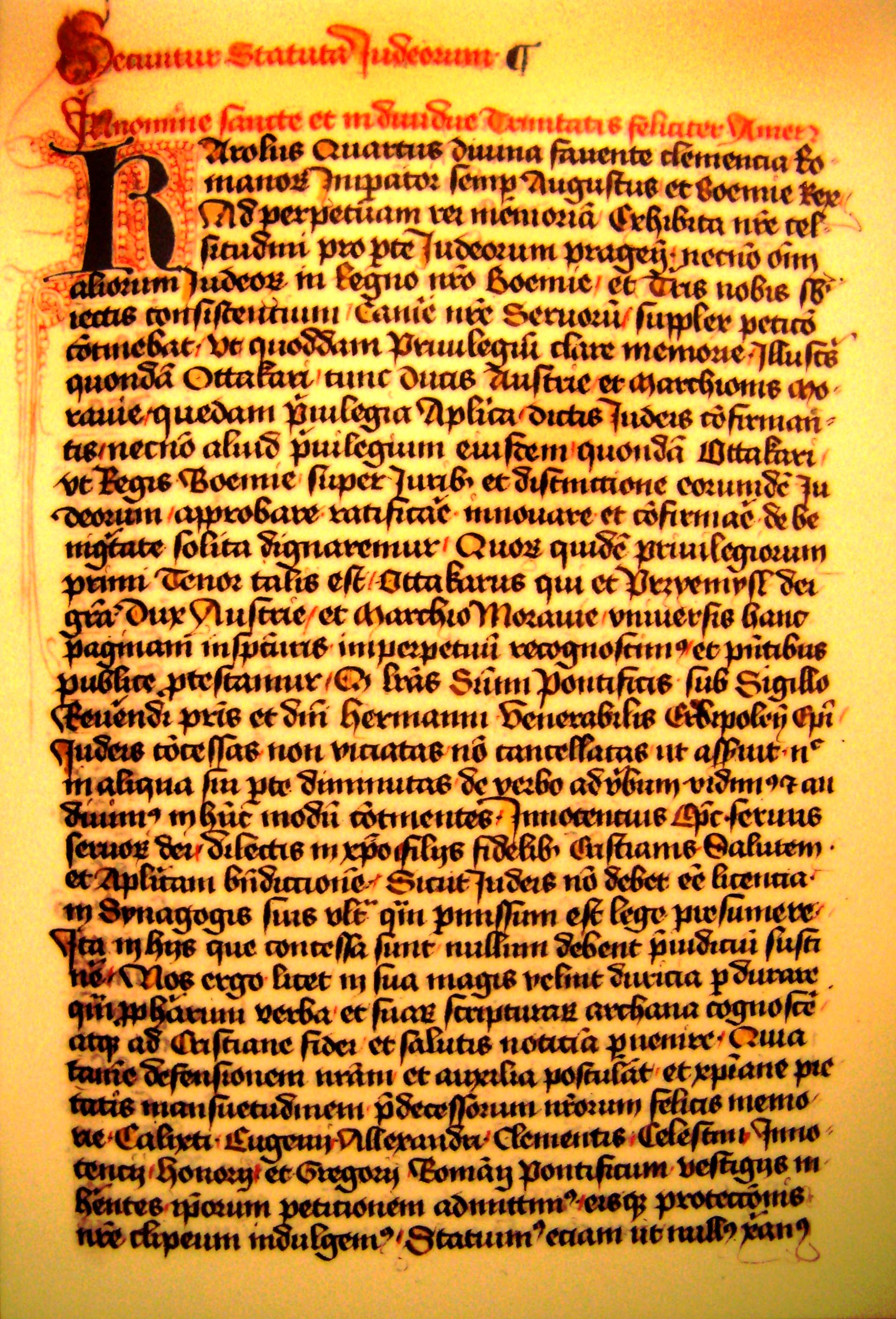
Statuta Judaeorum potvrzená roku 1356 Karlem IV.

Statuta Judæorum je privilegium, které někdy mezi lety 1254–1262 vydal a poté ještě několikrát potvrdil Přemysl Otakar II. a jehož platnost stvrdili také někteří další panovníci, naposledy Václav IV. roku 1393.
Jedná se o nejzásadnější právní předpis, jenž reguloval právní postavení židů v českých zemích ve středověku. Privilegium stavělo židy do pozice servi camerae (služebníků komory) – spadali pod jurisdikci panovníka, jenž jim poskytoval právní ochranu a jemuž byli povinni platit daně. Dokument rovněž stanovoval pravidla pro židovské zastavárenství.

## Historie
Datum vydání Statut Judaeorum není přesně známo. Originální listina se nedochovala a její text je znám až z listin pozdějších, jimiž se původní text potvrzoval. Text vydaný Karlem IV. uvádí jako dobu vzniku původní listiny rok 1254, uvedenou titulaturu ovšem Přemysl Otakar II. užíval až v letech 1262–1269, takže například historička Jana Zachová datuje originální privilegium až do roku 1262.
Text privilegia Přemysla Otakara II. vychází z listiny vydané roku 1244 Fridrichem II., vévodou rakouským a štýrským, a nezřídka se s ní shoduje doslova. Přemysl Otakar II. vydal Statuta Judaeorum ve Vídni s platností pro celé území, jemuž v té době vládl, tedy pro České království, Markrabství moravské a rakouské i štýrské vévodství. Platnost tohoto právního dokumentu pak sám ještě potvrdil roku 1255 v Kroměříži a roku 1268 v Brně.
Statuta Judaeorum potvrdil také Václav II., a to zřejmě na počátku své vlády na žádost znojemských židů. Po smrti Václava III. nastalo v českých zemích období nestability a ve stavu právní nejistoty se nacházelo i židovské obyvatelstvo. Jan Lucemburský sice již roku 1311 potvrdil všechna dosavadní privilegia, Statuta Judaeorum přitom ovšem explicitně zmíněna nebyla. Panovníkovo konání ovšem vypovídá o dodržování principů vytyčených ve zmíněném právním předpise. Karel IV. pak privilegium potvrdil roku 1356 a Václav IV. roku 1393.

## Obsah
Jednotlivá ustanovení Statuta Judaeorum mají tento obsah:
§ 1. Při sporech týkajících se židů či jejich majetku nesměl křesťan svědčit proti židovi bez dalšího křesťanského nebo židovského svědka.
§ 2. Tvrdí-li křesťan, že si má u žida nějakou zástavu a ten to popře, ověří se židovo tvrzení přísahou.
§ 3. Tvrdí-li křesťan, že svou věc zastavil u žida za nižší obnos, než tvrdí žid, ověří se židovo tvrzení přísahou.
§ 4. Tvrdí-li ovšem žid, že půjčil křesťanovi peníze za zástavu bez svědků, postačuje přísaha křesťana.
§ 5. Žid může přijmout do zástavy všechny předměty, kromě zakrvavených, mokrých a posvátných rouch.
§ 6. Prohlásí-li křesťan, že zástava nacházející se u žida mu pochází z krádeže, stačí, když žid složí přísahu, že zástavu přijal, aniž by o krádeži věděl. Židovi musí být za takovou zástavu pak zaplacena plná částka včetně úroků.
§ 7. Pouhá přísaha žida, že křesťanská zástava přišla nazmar požárem nebo že byla ukradena, postačuje k tomu, aby byl žid osvobozen od poskytnutí náhrady.
§ 8. Spory mezi židy nemá řešit městský rychtář, nýbrž samotný král, kníže nebo nejvyšší zemský komoří.
§ 9. Za zranění žida musí křesťan zaplatit panovnické komoře 12 hřiven ve zlatě a zraněnému židovi 12 hřiven ve stříbře a náklady na léčení.
§ 10. Zabije-li křesťan žida, bude křesťan souzen přísloušným soudem a navíc veškerý jeho majetek připadne panovníkovi.
§ 11. Zbije-li křesťan žida, aniž by židovi tekla krev, zaplatí křesťan 4 hřivny ve zlatě panovnické komoře a 4 hřivny ve stříbře zbitému židovi. Pokud křesťan není schopen zaplatit, bude mu useknuta ruka.
§ 12. Židé mají na celém ovládaném území svobodu pohybu a platí cla ve stejné výši jako křesťané.
§ 13. Při převozu mrtvého nesmí být od židů požadováno jakékoli clo.
§ 14. Jakékoli poškození židovského hřbitova se trestá smrtí a připadnutím veškerého majetku provinilého panovnické komoře.
§ 15. Poškození synagogy se trestá pokutou 2 talentů.
§ 16. Bude-li židovi jeho rychtářem uložena pokuta nazývaná wandel, zaplatí žid pouze 12 denárů.
§ 17. Za nedostavení se před soud zaplatí žid pokutu 4 denáry, stane-li se tak však potřetí, zaplatí 36 denárů.
§ 18. Zraní-li žid žida, zaplatí viník pokutu 2 talenty.
§ 19. Přísahat na Tóru musí žid pouze tehdy, je-li předvolán před panovníka.
§ 20. Pokud není vrah žida známý, je podezřelý postaven před „Boží soud“.
§ 21. Znásilní-li křesťan židovku, bude mu useknuta ruka.
§ 22. Židovský rychtář přednese spor mezi židy před městského rychtáře, jen pokud k tomu bude vyzván.
§ 23. Pokud křesťan vyplatil od žida zástavu, aniž by během jednoho měsíce zaplatil také úroky, vznikají úroky z úroků.
§ 24. Židovské domy jsou osvobozeny od povinnosti poskytovat nocleh.
§ 25. Půjčí-li žid peníze pozemkovému magnátovi za zastavený statek nebo listinu, přidělí mu panovník jinou zástavu.
§ 26. Unese-li muž nebo žena židovské dítě, má s nimi být zacházeno jako se zloději.
§ 27. Má-li žid u sebe křesťanskou zástavu po dobu celého roku a nepřevyšuje-li již cena zástavy zapůjčenou částku, může žid po upozornění rychtáře zástavu prodat.
§ 28. Vykoupení zástavy se nesmí požadovat během židovských svátků.
§ 29. Zcizí-li křesťan židovi zástavu nebo odebere-li mu ji násilím, bude křesťan těžce potrestán jakožto škůdce panovnické komory.
§ 30. Soudní pře proti židovi se musí odehrávat jedině v synagoze, kromě případu, kdy bude žid předvolán před panovníka.